# Jean-Pierre Hautier
Pour les articles homonymes, voir Hautier.
 (octobre 2023).
Si vous disposez d'ouvrages ou d'articles de référence ou si vous connaissez des sites web de qualité traitant du thème abordé ici, merci de compléter l'article en donnant les références utiles à sa vérifiabilité et en les liant à la section « Notes et références ».
Jean-Pierre Hautier (Bruxelles 18 octobre 1955 - Bruxelles 12 octobre 2012) est un présentateur de télévision belge et animateur de radio de la RTBF.

## Carrière en radio et télévision
Élève de IAD, école d'arts établie en Belgique à Louvain-la-Neuve, Jean-Pierre Hautier fait ses débuts en radio à Radio Cité embauché par Marc Moulin. En 1987, il participe à La Semaine Infernale et en 1989 au Jeu des Dictionnaires avec Jacques Mercier (écrivain), Philippe Geluck, Marc Moulin, Soda, Monsieur Météo et Jean-Jacques Jespers. À partir de 1994, il est commentateur du Concours Eurovision de la chanson, qu'il présente ou coprésente, notamment aux côtés de son collègue et ami Marc Danval. Il succède à Claude Delacroix au poste de directeur de la chaîne de radio. Jean-Pierre Hautier était très éclectique dans ses goûts : amateur de rock et de pop, il a introduit la musique classique sur les ondes de La Première (alors qu'il s'agit là du domaine par excellence de la chaîne Musiq'3). Il est arrivé à concilier son rôle de présentateur du Concours Eurovision de la chanson et celui de journaliste réalisant entre autres des interviews de Cécilia Bartoli et Umberto Eco. Il est membre du jury de l'émission de télé-crochet Pour la Gloire et fait faire ses premiers pas dans l'univers de la radio nationale à Laurent Haulotte[réf. nécessaire] .

## Musique
En 1985, il est l'un des fondateurs du projet musical Zinno, groupe dans lequel il partage la vedette avec son ami Frédéric Jannin et Dan Lacksman, du groupe Telex. Zinno connaîtra un énorme succès pour son single What's your name? inspiré de l'univers des films James Bond en utilisant intensivement le sampling, technique plutôt rare chez les groupes d'Europe continentale à l'époque. 

## Vie privée
Il est marié à la journaliste Fabienne Vande Meerssche et ils sont parents de deux filles, Constance et Elisabeth. 
Passionné d'histoire, il manifeste un intérêt tout particulier pour Napoléon Ier.

## Sources
1. 1 2  « Jean-Pierre Hautier nous a quitté », RTBF, mis en ligne le 12 octobre 2012.
2. ↑  le concours 1994